# 1994 في كرواتيا
فيما يلي قوائم الأحداث التي وقعت خلال عام 1994 في كرواتيا.

## رياضة
- 12 يونيو – الدوري الكرواتي الممتاز 1993–94 الفائز هايدوك سبليت.
- 15 يونيو – كأس كرواتيا 1993–94 الفائز دينامو زغرب.

## مواليد

### يناير
- 29 يناير – بيتار برليك لاعب كرة قدم كرواتي.

### مارس
- 6 مارس – ماركو ماميتش لاعب كرة يد كرواتي.
- 10 مارس – أنطونيو ميليتش لاعب كرة قدم كرواتي.

### أبريل
- 3 أبريل – جوسيب رادوشيفيتش لاعب كرة قدم كرواتي.
- 8 أبريل – داريو شاريتش لاعب كرة سلة كرواتي.
- 25 أبريل – جوزيب إليز لاعب كرة قدم كرواتي.
- 28 أبريل – ميلوس ديجينيك لاعب كرة قدم أسترالي.

### مايو
- 26 مايو – لوكا شبتيتش لاعب كرة يد كرواتي.

### يونيو
- 15 يونيو – دومينيك مافرا لاعب كرة سلة كرواتي.

### يوليو
- 12 يوليو – دينو بيريتش لاعب كرة قدم كرواتي.

### أغسطس
- 4 أغسطس – يوزو سيمونوفيتش لاعب كرة قدم كرواتي.
- 25 أغسطس – لوفرو ميهيتش لاعب كرة يد كرواتي.

### سبتمبر
- 5 سبتمبر – كارلا كلاريتش لاعبة كرة طائرة كرواتية.
- 17 سبتمبر – إيفانا كابيتانوفيتش لاعبة كرة يد كرواتية.
- 22 سبتمبر – لوكا مراكوفتشيتش لاعب كرة يد كرواتي.

### أكتوبر
- 27 أكتوبر – أوغنين دوبريتش لاعب كرة سلة صربي.

## وفيات

### مايو
- 4 مايو – جوزيب بالادا (مواليد 1912) لاعب كرة مضرب كرواتي.

### سبتمبر
- 16 سبتمبر – ريكارد لانغ (مواليد 1913)

### ديسمبر
- 26 ديسمبر – سيلفا كوشينا (مواليد 1933)